# Herwig Gössl

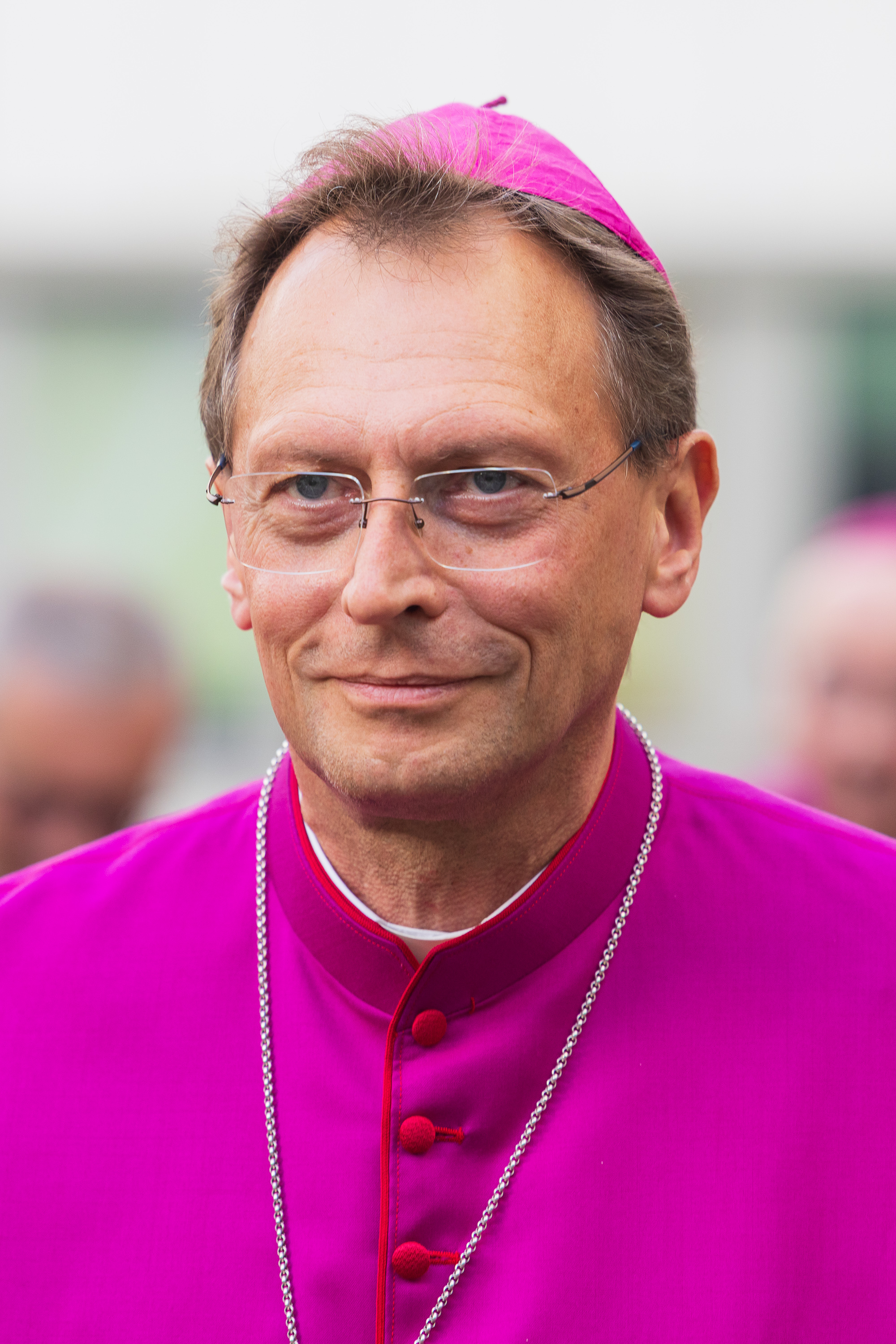
Herwig Gössl (2023)

Herwig Gössl (* 22. Februar 1967 in München) ist ein deutscher römisch-katholischer Geistlicher und seit dem 2. März 2024 Erzbischof von Bamberg und Metropolit der Kirchenprovinz Bamberg. Zuvor war er seit 2014 Weihbischof in Bamberg und nach dem Rücktritt von Erzbischof Ludwig Schick am 1. November 2022 Diözesanadministrator im Erzbistum Bamberg.

## Herkunft und Familie
Herwig Gössl wurde in München geboren und dort am 6. März 1967 getauft. Kurz darauf zog die Familie nach Nürnberg, da sein Vater, ein Landesbeamter, dorthin versetzt wurde. Er wuchs mit seinem jüngeren Bruder im Stadtteil Schoppershof auf und war in der römisch-katholischen Pfarrgemeinde Allerheiligen als Ministrant aktiv. 1986 erlangte er das Abitur am Melanchthon-Gymnasium und trat danach ins Bamberger Priesterseminar ein.

## Priesterliche Tätigkeit
Nach dem Studium der Katholischen Theologie und Philosophie in Bamberg und Innsbruck empfing Gössl am 13. Dezember 1992 durch Elmar Maria Kredel die Diakonenweihe. Als Diakon war er in der Pfarrei St. Xystus in Erlangen-Büchenbach eingesetzt. Er wurde am 26. Juni 1993, ebenfalls von Erzbischof Kredel, im Bamberger Dom zum Priester geweiht.
Nach der Kaplanszeit in der Pfarrei St. Hedwig in Bayreuth ernannte ihn Erzbischof Karl Braun 1997 zum Pfarradministrator, später zum Pfarrer der Pfarreien Hannberg und Weisendorf im Landkreis Erlangen-Höchstadt, wo Gössl bis August 2007 wirkte und u. a. den Bau der neuen Michaelskirche in Großenseebach begleitete.
Zum 1. September 2007 wurde er von Erzbischof Ludwig Schick zum Subregens des Bamberger Priesterseminars ernannt, ein Jahr später auch als Subregens des Priesterseminars Würzburg bestätigt. Er war fortan ein Bindeglied beider Diözesen, die in der Priesterausbildung eng zusammenarbeiteten. Außerdem leitete er die Ausbildung der Kapläne im Erzbistum Bamberg.

## Bischöfliches Wirken

Wappen als Weihbischof

### Weihbischof und Diözesanadministrator
Am 24. Januar 2014 ernannte Papst Franziskus Herwig Gössl zum Titularbischof von Balecium und zum Weihbischof im Erzbistum Bamberg. Erzbischof Schick spendete ihm am 15. März desselben Jahres im Bamberger Kaiserdom die Bischofsweihe. Mitkonsekratoren waren der emeritierte Erzbischof Karl Braun und der emeritierte Weihbischof Werner Radspieler, dessen Nachfolger Gössl wurde. Gössl war fortan als Bischofsvikar für den Bereich Caritas und Weihbischof tätig. Er wurde ins Metropolitankapitel berufen und dort durch Erzbischof Schick zum Dompropst ernannt. Im Frühjahr 2022 übernahm er zusätzlich die Leitung des Seelsorgeamtes.
Gössls Wahlspruch lautet Tu solus Dominus (‚Du allein [bist] der Herr‘ aus dem Gloria der heiligen Messe). Er wurde im März 2014 von Werner Pees vertont und erklang am Ende des Weiheaktes.
Am 1. November 2022 trat Ludwig Schick vorzeitig von seinem Amt als Bamberger Erzbischof zurück. Das Bamberger Metropolitankapitel wählte Gössl am folgenden Tag zum Diözesanadministrator; ständiger Vertreter wurde der bisherige Generalvikar Georg Kestel.

### Erzbischof von Bamberg

Wappen als Erzbischof von Bamberg

Am 9. Dezember 2023 ernannte Papst Franziskus Herwig Gössl zum Erzbischof von Bamberg und Metropoliten der Bamberger Kirchenprovinz. Bis zu seinem Amtsantritt leitete er weiter das Bistum als Diözesanadministrator.
Am 2. März 2024, dem Hochfest der Bistumspatronin Kunigunde, wurde er in einer festlichen Messfeier in sein Amt eingeführt. Der Apostolische Nuntius Nikola Eterović und der Vorsitzende der Freisinger Bischofskonferenz, Reinhard Kardinal Marx, führten ihn zur Kathedra; sein Amtsvorgänger Ludwig Schick übergab ihm den Hirtenstab. Gössl ist somit der 76. Bischof und 14. Erzbischof auf dem Stuhl des Heiligen Otto. Im Einführungsgottesdienst kam die eigens zu diesem Anlass von Michael Wülker komponierte Missa Bambergensis zur Uraufführung.
Am 29. Juni 2024, dem Hochfest der Apostel Petrus und Paulus, überreichte ihm Papst Franziskus am Ende der Papstmesse im Petersdom zu Rom das Pallium als Zeichen der Würde der Metropolitan-Erzbischöfe und der Verbindung mit dem Nachfolger Petri. Dies wurde ihm am 29. September durch den Apostolischen Nuntius Eterović im Bamberger Dom verliehen, seither trägt er es auf dem Gebiet seiner Metropolie.

## Überdiözesane Aufgaben
Gössl gehört der Kommission für Ehe und Familie und der Caritaskommission der Deutschen Bischofskonferenz an.

## Positionen

### Klimaschutz
In seiner Neujahrsansprache im Januar 2025 kritisierte Gössl, dass eine Mehrheit in der Gesellschaft „bereit ist, die Klimaschutzprogramme zugunsten einer florierenden Wirtschaft zurückzufahren und Schöpfungsverantwortung als Luxusproblem zu begreifen“. Durch den Klimawandel hervorgerufene Extremwetterphänomene zerstörten die Heimat von Arm und Reich gleichermaßen. Die Folgen des Klimawandels seien immer deutlicher weltweit zu spüren, „zuerst und am drastischsten für die Menschen, die bislang am wenigsten zur Klimaerwärmung beigetragen haben, nämlich die Armen“. Gössl erinnerte an die Umweltenzyklika Laudato Si von Papst Franziskus und betonte, das Überleben der Menschheit hänge an diesen Fragen und man dürfe keinen Gegensatz zwischen Klimaschutz und Angelegenheiten wie Arbeitsplätzen oder dem erworbenen Wohlstand konstruieren.

### Nominierung von Frauke Brosius-Gersdorf als Bundesverfassungsrichterin
Im Zuge der Debatte um die Nominierung der Rechtswissenschaftlerin Frauke Brosius-Gersdorf für die Wahl zur Richterin am Bundesverfassungsgericht äußerte Gössl in seiner Predigt zum Heinrichsfest im Juli 2025 u. a., es handele sich bei der „geplante[n] Nominierung einer Richterin für das Bundesverfassungsgericht, die angeblich das Lebensrecht ungeborener Menschen bestreitet“ um einen „innenpolitischen Skandal“. Er warnte in dem Zusammenhang vor einem „Abgrund der Intoleranz und Menschenverachtung“. Der Vorsitzende der SPD-Bundestagsfraktion Matthias Miersch wies die Einschätzung, es sei ein Skandal, zurück. Es handele sich um „Hetze“, eine Beteiligung daran sei „unchristlich“. Auch Brosius-Gersdorf selbst widersprach in der ZDF-Talksendung Markus Lanz und bezeichnete die Kritik an ihr als „infam“.
Gössl bedauerte in einem vom Erzbistum Bamberg veröffentlichten Statement die Instrumentalisierung seiner Predigt, um das Ansehen von Brosius-Gersdorf und das des Bundesverfassungsgerichts zu beschädigen. Er erklärte, dass es nicht seine Absicht gewesen sei, Brosius-Gersdorf persönlich anzugreifen oder zu diffamieren, und bot ein persönliches Gespräch zur Ausräumung von Missverständnissen an. Nach einem Telefonat mit Frauke Brosius-Gersdorf, das nach Angaben des Erzbistums Bamberg „von gegenseitigem Respekt geprägt“ gewesen sei, räumte Gössl ein, er sei über die Position der Juristin zum Thema Lebensschutz falsch informiert gewesen, und bedauerte seine Aussage in der Predigt. Brosius-Gersdorf sagte laut Mitteilung des Erzbistums, dass sie sich immer für den Schutz des ungeborenen Lebens eingesetzt habe und das auch heute tue. Gössl hält daran fest, dass es keinen abgestuften Lebensschutz geben könne.